# Panurgus nigriscopus
Panurgus nigriscopus är en biart som beskrevs av Pérez 1895. Panurgus nigriscopus ingår i släktet fibblebin, och familjen grävbin. Inga underarter finns listade i Catalogue of Life.